# Liste der Kulturdenkmale in Ehrenfriedersdorf

Wappen von Ehrenfriedersdorf

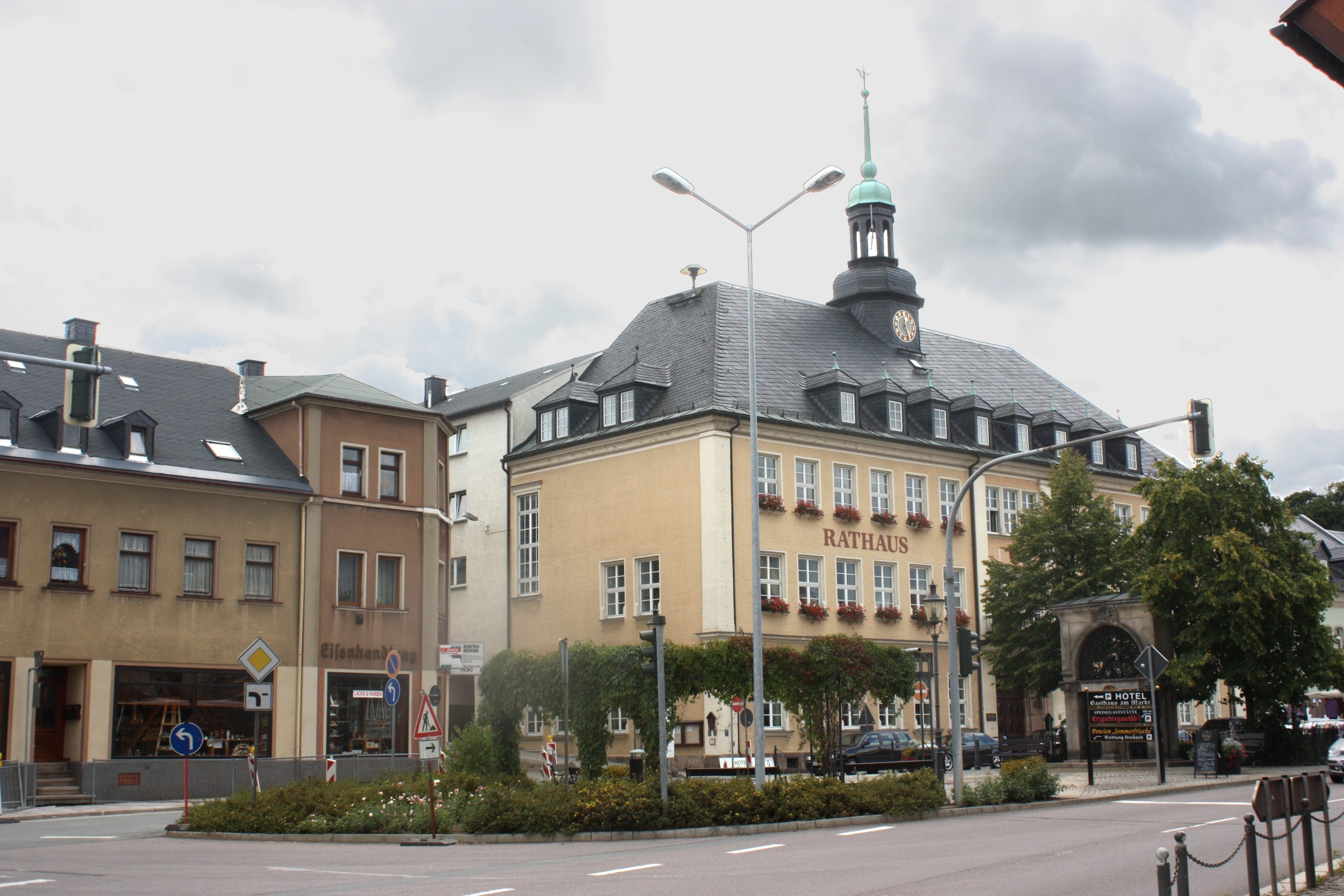
Rathaus von Ehrenfriedersdorf

Die Liste der Kulturdenkmale in Ehrenfriedersdorf enthält die Kulturdenkmale in Ehrenfriedersdorf.
Diese Liste ist eine Teilliste der Liste der Kulturdenkmale in Sachsen.

## Legende
- Bild: Bild des Kulturdenkmals, ggf. zusätzlich mit einem Link zu weiteren Fotos des Kulturdenkmals im Medienarchiv Wikimedia Commons. Wenn man auf das Kamerasymbol klickt, können Fotos zu Kulturdenkmalen aus dieser Liste hochgeladen werden:
- Bezeichnung: Denkmalgeschützte Objekte und ggf. Bauwerksname des Kulturdenkmals
- Lage: Straßenname und Hausnummer oder Flurstücknummer des Kulturdenkmals. Die Grundsortierung der Liste erfolgt nach dieser Adresse. Der Link (Karte) führt zu verschiedenen Kartendiensten mit der Position des Kulturdenkmals. Fehlt dieser Link, wurden die Koordinaten noch nicht eingetragen. Sind diese bekannt, können sie über ein Tool mit einer Kartenansicht einfach nachgetragen werden. In dieser Kartenansicht sind Kulturdenkmale ohne Koordinaten mit einem roten bzw. orangen Marker dargestellt und können durch Verschieben auf die richtige Position in der Karte mit Koordinaten versehen werden. Kulturdenkmale ohne Bild sind an einem blauen bzw. roten Marker erkennbar.
- Datierung: Baubeginn, Fertigstellung, Datum der Erstnennung oder grobe zeitliche Einordnung entsprechend des Eintrags in der sächsischen Denkmaldatenbank
- Beschreibung: Kurzcharakteristik des Kulturdenkmals entsprechend des Eintrags in der sächsischen Denkmaldatenbank, ggf. ergänzt durch die dort nur selten veröffentlichten Erfassungstexte oder zusätzliche Informationen
- ID: Vom Landesamt für Denkmalpflege Sachsen vergebene, das Kulturdenkmal eindeutig identifizierende Objekt-Nummer. Der Link führt zum PDF-Denkmaldokument des Landesamtes für Denkmalpflege Sachsen. Bei ehemaligen Kulturdenkmalen können die Objektnummern unbekannt sein und deshalb fehlen bzw. die Links von aus der Datenbank entfernten Objektnummern ins Leere führen. Ein ggf. vorhandenes Icon  führt zu den Angaben des Kulturdenkmals bei Wikidata.

## Ehrenfriedersdorf, Stadt
| Bild                                    | Bezeichnung | Lage                               | Datierung                              | Beschreibung | ID       |
| --------------------------------------- | --- | ---------------------------------- | -------------------------------------- | --- | -------- |
| Direkt Bild zu diesem Denkmal hochladen | Justitiarstein | (Karte)                            | bezeichnet 1831                        | Ortsgeschichtlich von Bedeutung. | 09248093 |
|                                         | Einzeldenkmale der Sachgesamtheit Bergbaumonumente Ehrenfriedersdorf                                                                          | Am Sauberg 1 (Karte)               | 14.–20. Jahrhundert (Bergbauanlagen)   | Bergbautechnisch, ortshistorisch und sozialgeschichtlich von Bedeutung. Ältestes mittelalterliches Zinnerzbergbaugebiet in Deutschland, Beginn des Bergbaus, ursprünglich auf Seifenzinn, wohl Anfang des 13. Jahrhunderts, Ehrenfriedersdorfer Zinn brach 1241 das englische Zinnmonopol auf dem Kölner Metallmarkt, um 1300 kam Zinnerzberg- der Silbererzbergbau auf, Mitte des 15. Jahrhunderts verlor Bergbau an Bedeutung, 1516 ersoffen die Tiefbaue auf dem Sauberg, Bau des Tiefen Sauberger Stollns sowie Einführung neuer Wasserhebetechnik, Mitte 16. Jahrhundert, führte zur Überwindung der Krise, neue, erstmals als Ehrenfriedersdorfer „Kunstgezeug“ eingesetzte Wasserhebetechnik wurde patentiert, fand weite Verbreitung im Bergbau, Bergbau erlebte zwei weitere Blütephasen: erste Hälfte 18. Jahrhundert und 1936 bis zur endgültigen Schließung 1990, seit 2008 wird in untertägiger Radstube Heinzenschacht rekonstruiertes Kunstgezeug präsentiert. Bereich Sauberg und Umgebung: - Sauberger Haupt- und Richtschacht (Gebäudekomplex vom Schachtgebäude bis zum Kulturhaus, außerdem Maschinenhaus, Trafostation und bauliche Hülle der Bergschmiede/des Magazingebäudes, Fördermaschine) - Förderturm Schacht 2, Oswald-Barthel-Turm - Bergbaugeräte auf der 2. Sohle - Mineralogische Sammlung - Strossenbau Leimgrübner Gangzug - Strossenbau Einigkeiter Gangzug - Morgenröther Scheidebank - Stollenmundloch Luftschutzstollen Sauberg - Haldenbereiche Sommerleithe im Seifental - Althalden am Niederen Prinzler Tagschacht - Halde Grünzweiger Tagschacht (auf dem Gangzug des Rothirschner Stehenden) Bereich Vierunger Grubenfeld: - Mundloch Großvierunger Stolln - Halden- und Pingenzug Vierung - Großvierunger Pinge - Eichler-Teich (Oberer und Unterer) - Restmauern des Schachtgebäudes Große Vierung, Haldenzug Kleine Vierung (siehe gesondertes Objekt), Thermalbad Wiesenbad, Gemarkung Neudorf - Kunstmauer im Heidelbachtal (Kunstradstube) – Gemarkung Drebach (siehe gesondertes Objekt 08957204, Gemarkung Drebach) Bereich Freiwald: - Röhrgraben (Greifenbachstauweiher siehe gesondertes Objekt 08967479, Gemarkung Geyer) - Mundloch Garisch-Stolln - Leyer Pochwerk, Scheidebank - Mundloch Greifensteinstolln mit Bergbauausrüstung - Mundloch Reicher Silbertrost Stolln - Raithalden im Greifenbachtal - Althalden des Röhrenbohrers - Raithalden am Triftweg Übrige Bereiche: - Alexander-Tagschacht (einschl. Heinzenschacht und -stollen Radpumpe) - Mundloch Tiefer Sauberger Stolln243748 - Althalden Heinrich Hoffnung Fundgrube | 09248097 |
| Weitere Bilder                          | Sachgesamtheit Bergbaumonumente Ehrenfriedersdorf                                                                                             | Am Sauberg 1 (Karte)               | 14.–20. Jahrhundert (Bergbauanlagen)   | Bergbautechnisch, ortshistorisch und sozialgeschichtlich von Bedeutung. Ältestes mittelalterliches Zinnerzbergbaugebiet in Deutschland, Beginn des Bergbaus, ursprünglich auf Seifenzinn, wohl Anfang des 13. Jahrhunderts, Ehrenfriedersdorfer Zinn brach 1241 das englische Zinnmonopol auf dem Kölner Metallmarkt, um 1300 kam Zinnerzberg- der Silbererzbergbau auf, Mitte des 15. Jahrhunderts verlor Bergbau an Bedeutung, 1516 ersaufen die Tiefbaue auf dem Sauberg, Bau des Tiefen Sauberger Stollns sowie Einführung neuer Wasserhebetechnik, Mitte 16. Jahrhundert, führte zur Überwindung der Krise, neue, erstmals als Ehrenfriedersdorfer „Kunstgezeug“ eingesetzte Wasserhebetechnik wurde patentiert, fand weite Verbreitung im Bergbau, Bergbau erlebte zwei weitere Blütephasen: erste Hälfte des 18. Jahrhunderts und 1936 bis zur endgültigen Schließung 1990, seit 2008 wird in untertägiger Radstube Heinzenschacht rekonstruiertes Kunstgezeug präsentiert. Einzeldenkmäler siehe oben. | 09305920 |
| Direkt Bild zu diesem Denkmal hochladen | Mietshaus in geschlossener Bebauung | Annaberger Straße 12 (Karte)       | um 1897                                | Mit späthistoristischer Klinkerfassade, vor allem baugeschichtliche Bedeutung. Dreigeschossig, Erdgeschoss Werkstein, segmentbogige Öffnungen, originales Haustürblatt, darüber zwei Geschosse roter Klinker, Fenster mit ornamentaler Sandsteinrahmung und Sandsteinbekrönung, neue Fenstersprossung leicht entstellend, Traufzone stark stuckiert, Satteldach, Schieferdeckung, fünf originale stehende Gaupen. | 09248056 |
| Direkt Bild zu diesem Denkmal hochladen | Denkmal für die Opfer des Faschismus | August-Bebel-Straße (Karte)        | 1947 (Gedenkstein)                     | Geschichtlich von Bedeutung. Granitstele mit rotem Dreieck und sechs Namen, kleiner Park als Ehrenhain, dreieckig. | 09248077 |
|                                         | Gasthaus mit Saalbau | August-Bebel-Straße 4 (Karte)      | 1910                                   | Putzbau mit Einflüssen des zeitgenössischen Reformstils, baugeschichtlich von Bedeutung. Zweigeschossiger Putzbau. | 09248078 |
| Direkt Bild zu diesem Denkmal hochladen | Ehemaliges Bergamt in Ecklage und offener Bebauung                                                                                            | Chemnitzer Straße 2 (Karte)        | Kern wohl 18. Jahrhundert              | Putzbau mit Krüppelwalmdach, ortshistorische Bedeutung. Als Bergamt strittig, zweigeschossiger massiver Putzbau, gedrungene Kubatur, Krüppelwalmdach, Schieferdeckung, bei Renovierung im Wand-Öffnungs-Verhältnis verändert, Dachausbauten, auch städtebauliche Relevanz, trotz Veränderungen denkmalwürdig. | 09248090 |
| Direkt Bild zu diesem Denkmal hochladen | Wohnhaus in offener Bebauung | Chemnitzer Straße 5 (Karte)        | nach 1800                              | Obergeschoss Fachwerk, Konstruktion weitgehend intakt, Relikt einstiger regionaltypischer Holzbauweise, ortsentwicklungsgeschichtlich und baugeschichtlich von Bedeutung. Erdgeschoss massiv, geglättet, Wand-Öffnungs-Verhältnis im Obergeschoss intakt, Kunststofffenster, Kunstverkleidung, Krüppelwalmdach. | 09248061 |
| Direkt Bild zu diesem Denkmal hochladen | Wohnhaus in offener Bebauung | Chemnitzer Straße 7 (Karte)        | Kern wohl 18. Jahrhundert              | Obergeschoss Fachwerk, Bestandteil der Ortskernstruktur, ortsentwicklungsgeschichtliche und baugeschichtliche Bedeutung. Erdgeschoss massiv, zum Teil verändert, Obergeschoss-Fachwerk teils verputzt, teils verkleidet, Fenstergrößen Obergeschoss weitgehend ursprünglich, steiles Satteldach, Kunststofffenster, profilierte Natursteingewände, wohl Anfang 20. Jahrhundert. | 09248083 |
| Direkt Bild zu diesem Denkmal hochladen | Postamt | Chemnitzer Straße 9 (Karte)        | bezeichnet 1893                        | Gut gegliederte Klinkerfassade, im zeitgenössischen Neorenaissancestil, hochgradig ursprünglich, bauhistorische und ortsgeschichtliche Bedeutung. Zweigeschossiger roter Backsteinbau mit Sandsteinverzierungen der Fenster, Gurtgesims, die Eingänge bekrönt oder säulengerahmt, französisches Mansarddach. | 09248062 |
| Direkt Bild zu diesem Denkmal hochladen | Wohnhaus in offener Bebauung | Chemnitzer Straße 17 (Karte)       | Ende 19. Jahrhundert                   | Putzbau mit historistischem Zierrat von gutem Dokumentationswert, baugeschichtliche Bedeutung. Zweigeschossiger Putzbau mit Satteldach, oberhalb der Fenster und in Putzspiegeln organische Reliefs. | 09303150 |
| Direkt Bild zu diesem Denkmal hochladen | Fabrikantenvilla mit Villengarten (Gartendenkmal), Einfriedung und Toranlage                                                                  | Chemnitzer Straße 41a (Karte)      | bezeichnet 1898                        | Repräsentativer Bau mit Turm, interessanter späthistoristischer Stil, Klinkerfassade weitgehend ursprünglich, benannt nach dem Schuh-Fabrikanten A. Atmanspacher, baugeschichtliche Bedeutung. Zweigeschossiger Massivbau mit dominantem Turm (weitere zwei Geschosse, Welsche Haube, Zwiebel, Wetterfahne, Rundbogenstil, neobarocke Einflüsse), palladianische Hauptfassade, darunter Grotto, aufwändige Verzierungen (Fensterbekrönungen mit Voluten und Köpfen, Felder mit Girlanden, Obergeschoss Karyatiden etc.), Fenstersprossung wohl vereinfacht gegenüber Original, Einfriedung Schmiedeeisen. | 09248069 |
| Direkt Bild zu diesem Denkmal hochladen | Ehemalige Textilfabrik und Fabrikantenvilla mit Villengarten (darin Teich, Gartendenkmal)                                                     | Chemnitzer Straße 72 (Karte)       | um 1925                                | Fabrik mit zeittypischer Konstruktion weitgehend erhalten, mit vergleichsweise aufwändigem Turm mit expressionistischen Einflüssen, Fabrikantenvilla recht authentisch, bauhistorische und ortsgeschichtliche Bedeutung. - Ehemalige Textilfabrik: Erdgeschoss rustikal, im Turmbereich mit umlaufender Arkade, darüber zwei Geschosse Skelettkonstruktion mit intaktem Wand-Öffnungs-Verhältnis, DG auf Mansardbasis, darin weiteres Geschoss, Turm mit Pyramidendach, im Turmbereich noch die originale kleinteilige Sprossung, - Fabrikantenvilla: Anderthalbgeschossiger Putzbau, über Erdgeschoss (dort zentraler Altan) Fußwalm, darüber Halbgeschoss, Walmdach mit Gaupen, zentrale Gaupe, dreiecksbekrönt, Fenster Erdgeschoss mit originaler Sprossung (dreiflügelige Kastenfenster mit Kämpfer, achtfeldrig). | 09248068 |
|                                         | Mühlen- und Fabrikgebäude mit Nebengebäude | Chemnitzer Straße 93 (Karte)       | 1837                                   | Hochgradig ursprünglich erhaltener Putzbau mit Mansarddach, baugeschichtliche und ortsgeschichtliche Bedeutung. Erdgeschoss Bruchstein, Natursteingewände, Obergeschoss Fachwerk verputzt, intaktes Wand-Öffnungs-Verhältnis, zum Teil noch die alten Kreuzstockfenster, Mansarddach mit Ausbau, Dachhecht. | 09248064 |
| Direkt Bild zu diesem Denkmal hochladen | Mundloch des Tiefen Sauberger Stolln | Chemnitzer Straße 93 (bei)         |                                        | Einzeldenkmal der Sachgesamtheit Bergbaumonumente Ehrenfriedersdorf: (siehe auch Sachgesamtheit 09305920, Am Sauberg 1) | 09305917 |
| Direkt Bild zu diesem Denkmal hochladen | Zufahrtsbrücke über die Wilisch | Chemnitzer Straße 93 (bei) (Karte) | 19. Jahrhundert                        | Steinerne Bogenbrücke, baugeschichtliche Bedeutung. | 09305916 |
| Direkt Bild zu diesem Denkmal hochladen | Mord- und Sühnekreuz | Feldstraße 20 (bei) (Karte)        | 15.–17. Jahrhundert                    | Ortsgeschichtlich von Bedeutung. Nur zirka 50 Zentimeter hoch. | 09248067 |
| Weitere Bilder                          | Triangulationssäule | Greifensteinstraße (Karte)         | bezeichnet 1865 (Triangulationsstein)  | Station 2. Ordnung, bedeutendes Zeugnis der Geodäsie des 19. Jahrhunderts, vermessungsgeschichtlich von Bedeutung. Denkmaltext: Die Station 129-Greifenstein wurde auf dem höchsten Felsen der Greifensteine errichtet. Die Stadtgemeinde Ehrenfriedersdorf als Eigentümerin erteilte hierzu nachträglich am 29. Oktober 1867 ihre Zustimmung und erhielt für die Nutzung eine Entschädigung von 30 Mark. Die Säule steht direkt auf dem Fels des Greifensteins und hat eine Höhe von ca. 1,0 m. Die Station befindet sich unmittelbar hinter der über Treppen erreichbaren Aussichtskanzel. Die ursprünglich von Weiß mit Flaschenzug und Schleppschienen auf den Felsen gezogene Säule wurde 1985 bei der Erneuerung der Aussichtsplattform entfernt. Dabei wurde die Gründungsurkunde entnommen. Neben der Urkunde enthielt die Glaskapsel auch ein Porträtfoto von Weiß sowie eine persönliche Einschätzung der Verhältnisse in Sachsen und zur Rolle des Königreichs in Europa. Die Säulenteile wurden 1995 vom Zweckverband Greifensteingebiet geborgen. Nach .der Restaurierung wurde die Säule (ohne Abdeckplatte) am originalen Ort wieder aufgestellt. Die Kapsel mit Inhalt ist nicht mehr vorhanden. Das Naturtheater als ein Hauptanziehungspunkt des Erholungsgebietes entstand durch den Abbau des Greifensteiner Granits. Von seinerzeit 13 sind in den letzten 200 Jahren sechs Felsen abgetragen worden. Im Zeitraum 1862 bis 1890 erfolgte im Königreich Sachsen eine Landesvermessung, bei der zwei Dreiecksnetze gebildet wurden. Zum einen handelt es sich um das Netz für die Gradmessung im Königreich Sachsen (Netz I. Classe/Ordnung) mit 36 Punkten und die Königlich Sächsische Triangulierung (Netz II. Classe/Ordnung) mit 122 Punkten. Geleitet wurde diese Landesvermessung durch Christian August Nagel, wonach die Triangulationssäulen auch als „Nagelsche Säulen“ bezeichnet werden. Dieses Vermessungssystem war eines der modernsten Lagenetze in Deutschland. Die hierfür gesetzten Vermessungssäulen blieben fast vollständig an ihren ursprünglichen Standorten erhalten. Sie sind ein eindrucksvolles Zeugnis der Geschichte der Landesvermessung in Deutschland sowie in Sachsen. Das System der Vermessungssäulen beider Ordnungen ist in seiner Gesamtheit ein Kulturdenkmal von überregionaler Bedeutung. (LfD/2013) Vermessungsstein aus Greifensteiner Granit, auf dem höchsten Felsen der Greifensteine errichtet, längsrechteckiger Block mit Inschrift: „Station/Greifenstein/der Kön: Sächs:/Triangulirung/1865“                                | 09248091 |
| Direkt Bild zu diesem Denkmal hochladen | Wohnhaus in offener Bebauung | Greifensteinstraße 13 (Karte)      | 1905, später überformt                 | Putzbau mit markantem Ecktürmchen, bauhistorische Bedeutung. Zweigeschossiger Putzbau mit Ausbau DG, Eckturm dreigeschossig mit geschweiftem Pyramidendach, Fensterrahmung Kunststein, originale Sprossung verloren, Krüppelwalmdach, Giebelfenster zum Teil in der Größe verändert – an Giebelseite noch erhaltene zeitgenössische Typographie. | 09248073 |
| Direkt Bild zu diesem Denkmal hochladen | Barth-Gu: Wohnhaus und Scheune eines Zweiseithofes                                                                                            | Greifensteinstraße 15 (Karte)      | bez. 1907 (Bauernhaus)                 | Putzbau mit Zier-Fachwerk, Wohnhaus vergleichsweise aufwändig ornamentiert, Einflüsse des Schweizer Stils, baugeschichtliche Bedeutung, im Ortskontex Seltenheitswert Die Anlage wurde 1906/07 vom ortsansässigen Baumeister Eduard Rockstroh für Wirtschaftsbesitzer Karl Traugott Meyer an der Greifensteiner Straße und in unmittelbarere Nähe zum Bahnhof neu errichtet. Meyer war auch schon Ende des 19. Jahrhunderts unter dieser Adresse als Wirtschaftsbesitzer gemeldet. Direkt an der Straße liegt das Wohn- und Wirtschaftsgebäude ehemals mit Pferdestall und Wohnräumen. Im parallel dazu stehenden rückwärtigen Gebäude befand sich die zugehörige Wagenremise. Karl Meyer war Fuhrwerksbesitzer und besaß auch eine Gastwirtschaft auf der Seitentalstraße. Zwischenzeitlich waren die Gebäude im Besitz der Carl Franke K.-G. Schuhwarenfabrik und wurden nach einem Mitbesitzer der Firma auch Koppergut genannt. Später übernahm Otto Barth die Anlage und erweiterte als Fuhrwerksbesitzer in den 1930er Jahren die Pferdehaltung. Die Ansicht des ein- bis zweigeschossigen Wohngebäudes mit bewegter Dachlandschaft und deutlichen Dachüberständen zeigt Elemente des Schweizerstils und ist vor allem von den Bereichen mit Zierfachwerk geprägt. Zeittypisch sind die Giebel und die Drempelzone mit Fachwerk - teilweise mit Jugendstileinfluss - versehen, hier sind jedoch die Gefache aufwändig gestaltet und mit Darstellungen aus Arbeits- und Alltagsleben bemalt. Diese Gestaltung ist im Ortsbild singulär. Die Putzfassade ist ansonsten schlicht gehalten und mit Eckquaderung akzentuiert. Die teilweise dekorativen Natursteingewände der variierenden Fensterformate beleben die Ansicht. Im Bereich der zugewandten Terrasse befand sich bauzeitlich der Eingangsbereich von der Straße aus. Das Krüppelwalmdach und die übergiebelten Risalite und Anbauten wurden mit einer altdeutschen Naturschieferdeckung versehen. Der rückwärtige Bau mit Krüppelwalmdach ist an seinen Toren noch als Wagenremise zu erkennen und beherbergte auch Stall und Wachhaus; auf dem Dachboden wurde das Tierfutter gelagert. Stilistisch einheitlich mit dem Vorderhaus wurde auch dieses Gebäude in städtischer Formensprache errichtet und prägt mit seinem stadtzugewandter Fachwerkgiebel mit Jugendstileinfluss die Ansicht des Hofes entscheidend mit. Die weitgehend authentisch erhaltene Anlage ist von baugeschichtlicher, ortentwicklungsgeschichtlicher und ortsbildprägender Bedeutung. Im Ortskontext kommt ihrer Gestaltung zudem Seltenheitswert zu      | 09248074 |
| Direkt Bild zu diesem Denkmal hochladen | Mundloch-Schlussstein mit Wettiner Wappen | Greifensteinstraße 44              |                                        | Einzeldenkmal der Sachgesamtheit Bergbaumonumente Ehrenfriedersdorf: (siehe auch Sachgesamtheit 09305920, Am Sauberg 1) | 09305926 |
| Direkt Bild zu diesem Denkmal hochladen | Wohnhaus und Scheune eines Bauernhofes | Greifensteinstraße 59 (Karte)      | bezeichnet 1774                        | Wohnhaus Obergeschoss Fachwerk, zum Hof Segmentbogenportal, weitgehend ursprünglich erhalten, exponierte Lage, baugeschichtliche und ortsgeschichtliche Bedeutung. Erdgeschoss massiv, mit relativ intaktem Erdgeschoss, verhältnismäßig aufwändiger Giebel, Fachwerk mit Streben, Scheune Holzkonstruktion. | 09248066 |
| Direkt Bild zu diesem Denkmal hochladen | Wohnmühlenhaus und Scheune eines Mühlenanwesens                                                                                               | Herolder Straße 7 (Karte)          | 1717                                   | Obergeschoss Fachwerk, Schützmühle, auch Kurfürstliche Kommunmühle, ortsgeschichtliche Bedeutung. Beide Gebäude mit Bruchstein-Erdgeschoss und Obergeschoss-Verbretterung, weitgehend intaktes Wand-Öffnungs-Verhältnis. Wohnmühlenhaus: Erdgeschoss mit Naturstein-Gewände, unter anderem Porphyr, Haustürbereich verändert. | 09248063 |
| Direkt Bild zu diesem Denkmal hochladen | Wohnstallhaus und Scheune eines Bauernhofes sowie seitliche Stützmauer                                                                        | Lange Gasse 33 (Karte)             | im Kern wohl 15. Jahrhundert           | Wohnstallhaus Putzbau mit Krüppelwalmdach, im Innern bedeutender tonnengewölbter Keller, darin versetzter Wasserstollen, Anwesen von bauhistorischer und ortsentwicklungsgeschichtlicher Bedeutung. Zweigeschossiger massiver Putzbau, Fassade etwas geglättet, tiefer Baukörper mit gedrungenem Krüppelwalmdach ohne Ausbauten, Scheune dahinter am Berg, Holzkonstruktion, Schleppdach. | 09248082 |
| Direkt Bild zu diesem Denkmal hochladen | Wohnhaus in offener Bebauung, sowie Brunnen                                                                                                   | Lange Gasse 35 (Karte)             | bezeichnet 1848                        | Putzbau mit klassizistischem Türstock, hochgradig ursprünglich, ortsentwicklungsgeschichtliche Bedeutung. Massiver Putzbau, zweigeschossig, intaktes Wand-Öffnungs-Verhältnis (beide Geschosse), Türstock, Satteldach mit leichtem Überstand, zwei stehende Gaupen, Erdgeschoss-Gewände. | 09248081 |
| Weitere Bilder                          | Denkmalsbrunnen (Triumphbogen) zum Stadtjubiläum                                                                                              | Markt (Karte)                      | bezeichnet 1909                        | Zur Erinnerung an 500 Jahre Stadt Ehrenfriedersdorf, ortshistorische und baugeschichtliche Bedeutung. Mit integriertem Brunnen, in den Öffnungen schmiedeeiserne florale (und zwei Pfauen) Gestaltung, Kämpfer mit Tierreliefs (Salamander, Delfin und anderem) gewidmet dem vermeintlichen Stadtgründer Friedrich dem Streitbaren (1407) (ursprünglich mit Standbild des Markgrafen bis 1942), Einweihung 11. September 1909. | 09248057 |
| Weitere Bilder                          | Rathaus | Markt 1 (Karte)                    | 1949–1951, bezeichnet 1949, Kern älter | Putzbau mit Dachreiter, in neoklassizistischem Stil der frühen DDR-Architektur, städtebauliche, ortshistorische und besondere baugeschichtliche Bedeutung. Dreigeschossiger massiver Putzbau, zeitgenössischer segmentbogiger Eingang, alle Fenstersprossungen in originaler Teilung, Kanten und Mittelrisalit Lisenengliederung, über Eingang Balkon, Stadtwappen, Walmdach mit dominantem Dachreiter mit Uhr, acht stehende Gaupen, Wetterfahne bezeichnet 1949, eingeweiht 1951. | 09248052 |
| Direkt Bild zu diesem Denkmal hochladen | Wohnhaus in geschlossener Bebauung und in Ecklage                                                                                             | Markt 6 (Karte)                    | nach 1866, spätere Überformungen       | Zeittypische Putzfassade, baugeschichtliche Bedeutung. Zweigeschossiger massiver Putzbau mit (neuen?) Porphyrgewänden, aufwendig (ornamental) unter anderem in der Ladenzone Erdgeschoss, Segmentbogenfenster Erdgeschoss wohl 1950er Jahre, Obergeschoss: Fensterbekrönung, Fenstersprossung in weitgehender Anlehnung an die ursprüngliche Teilung, aber Kunststofffenster und im Profil vereinfacht, profiliertes Traufgesims, dreiecksgegiebelter vierachsiger Dachausbau, desgleichen zweiachsig in der Seitenstraße. | 09248086 |
| Direkt Bild zu diesem Denkmal hochladen | Wohnhaus in geschlossener Bebauung und in Ecklage                                                                                             | Markt 7 (Karte)                    | im Kern 1866                           | Ehemals mit Gaststätte, Putzfassade mit baugeschichtlich interessanter Gestaltung. Zweigeschossiger massiver Putzbau, über großem gekehlten Gurtgesims noch Dachausbau, zum Markt hin gegiebelte dreiachsige Mittelzone, hier Gurtgesims unterbrochen, Putz-Kolossalordnung, mit zeitgenössischen expressionistischen Spiegeln, Eingang Sandstein, Giebel mit Wappenfeld, dreiecksübergiebelt, über Ladeneinbau (Ecke) Giebelfeld mit Auerhahn. | 09248085 |
| Direkt Bild zu diesem Denkmal hochladen | Wohnhaus (zwei Eingänge) in offener Bebauung, mit Hintergebäude                                                                               | Neumarkt 3; 4 (Karte)              | nach 1850                              | Platzbildend, weitgehend ursprünglich erhalten, baugeschichtliche Bedeutung. Zweigeschossiger massiver Putzbau mit Natursteingewänden in beiden Geschossen, die beiden Eingänge einfach bekrönt, größtenteils T-Sprossung der Fenster, einzige in der Größe veränderte Öffnung ist der Ladeneinbau (Nummer 3), Typographie „Bäckerei“ 1920er Jahre oder noch etwas älter, profiliertes Traufgesims, flaches Satteldach mit sechs kleinen stehenden Gaupen, altdeutsche Schieferdeckung. | 09248087 |
|                                         | Wohnhaus in offener Bebauung | Neumarkt 8 (Karte)                 | um 1850                                | Obergeschoss Fachwerk verkleidet, Relikt regionaltypischer Holzbauweise, baugeschichtliche Bedeutung. Erdgeschoss massiv, stark geglättet, Obergeschoss-Fenster originale Größe, keine Sprossung, Obergeschoss verschiefert, Satteldach mit Hecht. | 09248055 |
| Direkt Bild zu diesem Denkmal hochladen | Denkmal für die Gefallenen des Krieges 1870/1871                                                                                              | Obere Kirchstraße 9 (vor) (Karte)  | nach 1871 (Kriegerdenkmal)             | Ortshistorische Bedeutung. Kurzer Obelisk auf Podest, mit Kanonenkugeln. | 09248058 |
| Weitere Bilder                          | Kirche (mit Ausstattung), mit angrenzendem ehemaligem Kirchhof, Friedhofserweiterung an der Saubergstraße und Gedenkstätte für vier Bergleute | Obere Kirchstraße 11 (Karte)       | ab 1280                                | Mittelalterliche Chorturmkirche mit hohem Dachreiter, Altar von Meister H. W. (überregionale Bedeutung, herausragende künstlerische Qualität), mit parkähnlichem Kirchhof und Friedhof, darin Gedenkstätte für vier 1938 umgekommene Bergleute, baugeschichtlich, ortsgeschichtlich und ortsbildprägend von Bedeutung. Kirche mit Dachreiter (1629), ursprünglich Wehrfunktion des Turmes (Schießscharten). | 09248050 |
| Weitere Bilder                          | Kriegerdenkmal für die Gefallenen des Ersten Weltkrieges                                                                                      | Obere Kirchstraße 11 (bei) (Karte) | 1927–1928 (Kriegerdenkmal)             | In Form eines Rondells, von beträchtlichem Aufwand sowie Bruchstein-Stützmauer von Alterswert, ortsgeschichtlich von Bedeutung. Bruchstein-Rondell mit Spitzbögen, darin und dahinter beschriftete Tafeln, Architekt: Schurig (Dresden). | 09248053 |
| Direkt Bild zu diesem Denkmal hochladen | Wohnhaus in geschlossener Bebauung (ehemals mit Druckerei)                                                                                    | Oswald-Barthel-Straße 1 (Karte)    | nach 1866, im Kern älter               | Mit Tordurchfahrt, ursprünglich wohl Ausspanne, später mit Druckerei des Ehrenfriedersdorfer Wochenblatts, etwas ornamentierte Putzfassade im Stil des Art déco um 1930, bauhistorische und ortsgeschichtliche Bedeutung. Zweigeschossiger massiver Putzbau, Erdgeschoss mit Durchfahrt, Segmentbogenfenster ornamental überhöht, neobarocker Eingang, Obergeschoss-Fenster mit expressionistische Fensterbekrönung, profiliertes Traufgesims, Satteldach, Gebäude war Druckerei, erhabene Typographie 1930er Jahre über Erdgeschoss. | 09248084 |
| Direkt Bild zu diesem Denkmal hochladen | Schiller-Gedenkstein | Schillerstraße (Karte)             | 1905                                   | Geschichtlich von Bedeutung. | 09240397 |
| Direkt Bild zu diesem Denkmal hochladen | Ehemaliges Amtsgericht, mit Einfriedung | Schillerstraße 21 (Karte)          | 1904                                   | Historisierender Putzbau mit Turm, ortsgeschichtliche Bedeutung. Zwei mächtige Eck-Baukörper, nördlich mit Saal im Obergeschoss (Rundbogenfenster), südlich mit gestaffelten Treppenhausfenstern, steilem Zeltdach mit Reiter und Wetterfahne, zweigeschossiger Verbindungsbau, ebenfalls mit Rundbogenfenstern (Erdgeschoss). | 09248060 |
| Direkt Bild zu diesem Denkmal hochladen | Mietshaus in halboffener Bebauung | Schillerstraße 22 (Karte)          | um 1900                                | Späthistoristisch Klinkerfassade, recht authentisch, bildprägend, baugeschichtliche Relevanz. Dreigeschossig, Erdgeschoss mit Putznutung und knaggenartigen Schlusssteinen der Segmentbogenfenster, Gurtgesims, darüber zwei Geschosse roter Klinker, Fensterrahmungen und -bekrönungen Sandstein, stuckornamentierte Konsolspiegel, zwei dominante Dachhäuser (bildet gestalterische Einheit mit Schillerstraße 24), originales Haustürblatt. | 09248070 |
| Direkt Bild zu diesem Denkmal hochladen | Mietshaus in halboffener Bebauung | Schillerstraße 24 (Karte)          | um 1900                                | Späthistoristische Klinkerfassade, recht authentisch, bildprägend, baugeschichtliche Relevanz. Dreigeschossig, Erdgeschoss mit Putznutung und knaggenartigen Schlusssteinen der Segmentbogenfenster, Gurtgesims, darüber zwei Geschosse roter Klinker, Fensterrahmungen und -bekrönungen Sandstein, stuckornamentierte Konsolspiegel, zentral stehende zweiachsige Gaupe, Fenstersprossung verloren, Erdgeschoss geglättet durch Verlust der Putznutung, Entfernung der originalen Haustür, zu aufdringliche Farbgebung, (bildet gestalterisch Einheit mit Schillerstraße 22). | 09248071 |
|                                         | Schule mit Turnhalle und seitlicher Toreinfahrt und Einfriedung                                                                               | Schillerstraße 26 (Karte)          | 1897                                   | Schulgebäude mit späthistoristischer, neobarocker Formensprache, dahinter zeitgenössische Turnhalle, bauhistorische und ortsgeschichtliche sowie entscheidende städtebauliche Bedeutung. Das Gebäude prägt das Stadtbild wie sonst nur Rathaus und Kirche, für den Ort überdimensioniert, dreigeschossiger Putzbau, tiefer Baukörper aus dreiachsigem Mittelrisalit von Bogenfeld bekrönt, darin Uhr, Eingang mit Portikus aus Dreiviertelsäulen, Triglyphenfries, Freitreppe, Geschosse durch Lisenengliederung als Kolossalordnung, Turnhalle eingeschossiger Putzbau. | 09248072 |
| Direkt Bild zu diesem Denkmal hochladen | Fabrikantenvilla mit Einfriedung | Schulstraße 2 (Karte)              | 1906                                   | Pittoreskes Wohnhaus, Einfluss des Reformstils, hochgradig ursprünglich wieder hergestellt, baugeschichtliche Bedeutung. Ein- bis zweigeschossiger Putzbau mit Eckturm (Welsche Haube), Fachwerk-Giebel, Dachform und Grundriss heterogen, schöne T-Sprossung der Fenster, Biberschwanz-Doppeldeckung, schmiedeeiserne Einfriedung, rustikaler Sockel, Eingang mit Balkon überfangen. | 09248059 |
| Direkt Bild zu diesem Denkmal hochladen | Gasthaus | Steinbüschelstraße 41 (Karte)      | 1906                                   | Putzbau mit Fachwerkgiebel, in Formen des Schweizerstils, weitgehend authentisch, bauhistorische und ortsgeschichtliche Bedeutung. Erdgeschoss massiv, Rundbogenkastenfenster, darüber Fachwerk-Geschoss als Dachausbau, gegiebelter Mittelrisalit, Fenster mit T-Sprossung, Spitzgiebel verbrettert, Lüftelmalerei an Giebelseite nicht regionaltypisch. | 09248065 |
| Direkt Bild zu diesem Denkmal hochladen | Mietshaus in offener Bebauung | Thomas-Mann-Straße 1 (Karte)       | bezeichnet 1912                        | Mit Laden, Putzfassade mit Erker, im Reformstil, noch weitgehend authentisch, baugeschichtliche und städtebauliche Bedeutung. Dreigeschossiger Putzbau mit schöner zeitgenössischer Putzgliederung, Mansarddach mit zusätzlichem Ausbaugeschoss, gliedernde Erker, Lisenengliederung, Eingangsvertikale übergiebelt, heterogener Grundriss, Fenstersprossung verloren, das Gebäude akzentuiert den Neumarkt entscheidend. | 09248054 |
| Direkt Bild zu diesem Denkmal hochladen | Wohnhaus in offener Bebauung und in Ecklage                                                                                                   | Thomas-Mann-Straße 34 (Karte)      | um 1820, Kern womöglich älter          | Obergeschoss Fachwerk, Relikt der regionaltypischen Holzbauweise, bauhistorische und ortsentwicklungsgeschichtliche Bedeutung. Erdgeschoss massiv, schönes altes Haustürblatt zweiflügelig, Obergeschoss verschiefert, Fenster originale Größe (auch Giebelseite), Satteldach Kehlbalkendach nach hinten geschleppt. | 09248075 |
| Direkt Bild zu diesem Denkmal hochladen | Wohnhaus in offener Bebauung | Thomas-Mann-Straße 46 (Karte)      | wohl vor 1800                          | Obergeschoss Fachwerk, Relikt regionaltypischer Holzbauweise, Konstruktion intakt, ortsentwicklungsgeschichtliche Bedeutung. Erdgeschoss massiv, hier wie im Obergeschoss intaktes Wand-Öffnungs-Verhältnis, Erdgeschoss mit Winterfenstern, steiles Satteldach mit Aufschieblingen, Schieferdeckung, Fachwerk im Obergeschoss verputzt bzw. im Giebel mit Eternitschindeln verkleidet. | 09248076 |
| Direkt Bild zu diesem Denkmal hochladen | Reste zweier Eisenbahnbrücken | Triftweg 2 (bei) (Karte)           | um 1905                                | Vier Betonpfeiler Triftweg sowie Pfeiler der Greifenbachtalbrücke (2,5 km südwestlich der Ortsmitte) der ehemaligen Schmalspurbahn Thum–Geyer, technikgeschichtliche Relikte. Greifenbachtalbrücke: ursprüngliche Länge: 188,4 Meter, Höhe über Talsohle: 35,6 Meter, 1967 zum letzten Mal befahren, 1977 abgetragen. | 09248094 |
| Direkt Bild zu diesem Denkmal hochladen | Wohnhaus in offener Bebauung | Untere Kirchstraße 13 (Karte)      | Kern wohl 18. Jahrhundert              | Obergeschoss Fachwerk, Relikt der regionaltypischen Holzbauweise, Strukturbestandteil Teil der Ortskernbebauung, bildprägend, baugeschichtliche und ortsentwicklungsgeschichtliche Bedeutung. Erdgeschoss massiv, sehr geglättet, aber Obergeschoss in der Konstruktion noch intakt, Fachwerk verkleidet, steiles Satteldach. | 09248080 |
| Direkt Bild zu diesem Denkmal hochladen | Ehemalige Schule | Untere Kirchstraße 19 (Karte)      | 1846                                   | Zeittypischer klassizistischer Putzbau, vor allem ortsgeschichtliche Bedeutung. Zweigeschossiger massiver Putzbau in den Formen der zeitgenössischen ländlichen Massivarchitektur, Naturstein-Fenstergewände, ehemaliger Eingang verändert, aber ornamentierter Sturz noch erhalten. | 09248051 |
| Direkt Bild zu diesem Denkmal hochladen | Kriegerdenkmal für die im Ersten Weltkrieg gefallenen Turner des Ortes                                                                        | Wiesenstraße 16 (neben) (Karte)    | 1921 (Kriegerdenkmal)                  | Ortsgeschichtlich von Bedeutung. Monolith mit Schrifttafel (im Ersten Weltkrieg gefallene Turner). | 09248092 |
| Direkt Bild zu diesem Denkmal hochladen | Gedenkstein an den Ratsoberförster Rudolph | (Karte)                            | um 1935                                | | 09306592 |